# Joachim Piccolomini
Pour les articles homonymes, voir Joachim.

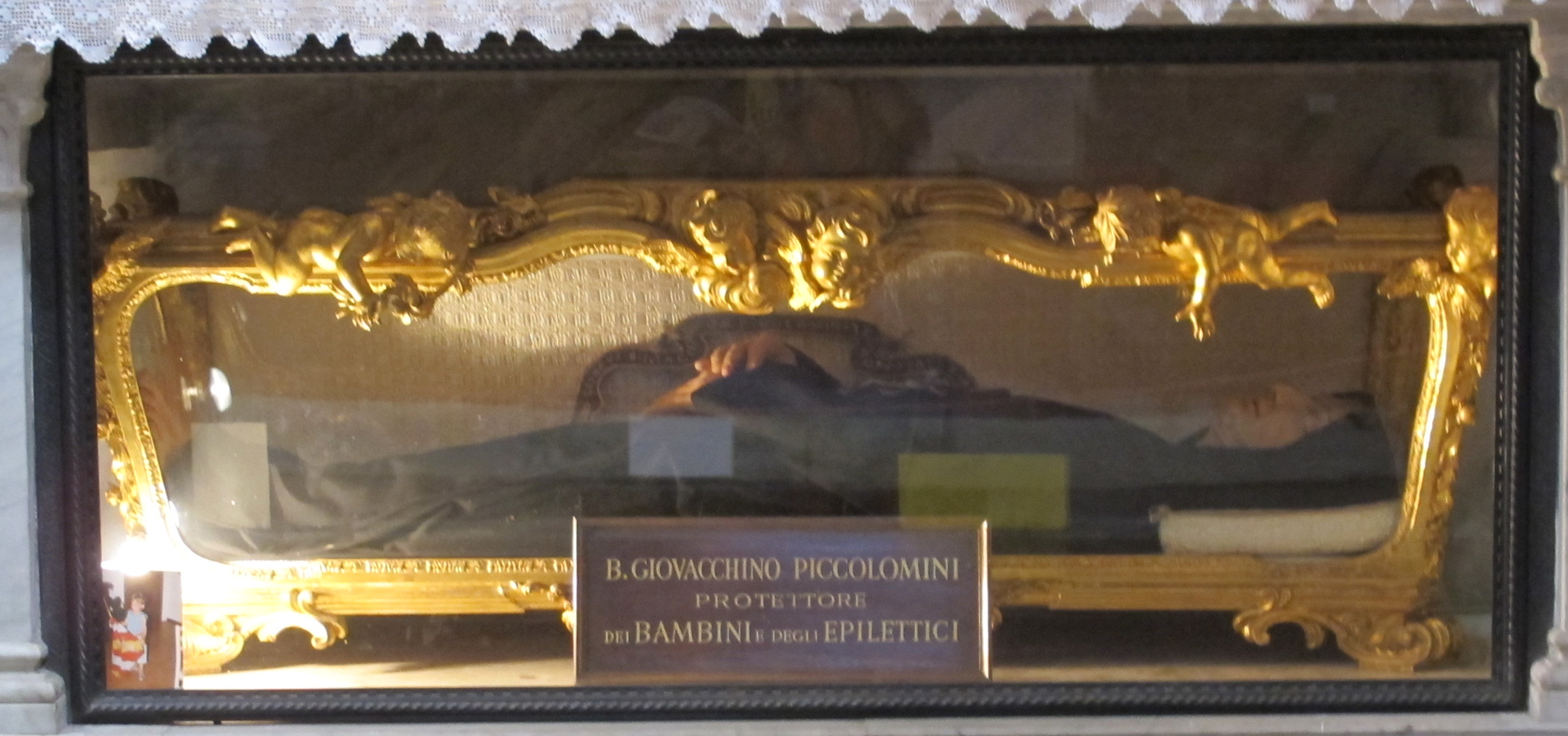
châsse du bienheureux dans la basilique San Clemente des servites de Sienne

Joachim Piccolomini (Sienne, 1258 - Sienne, 1305) est un servite de Marie reconnu bienheureux par l'Église catholique.

## Biographie
Joachim Piccolomini est né dans une noble famille de Sienne. C'était un enfant très pieux, ayant une grande dévotion pour la Vierge Marie ; son plus grand plaisir était de réciter l'Ave Maria devant une image de Notre-Dame des Douleurs. Dès son plus jeune âge, il avait déjà un grand souci des pauvres auxquels il offrait ses vêtements, et le peu d'argent qu'il avait.
Un jour que son père lui en faisait le reproche, lui disant qu'en agissant ainsi, il allait ruiner la famille, l'enfant lui répondit : « Vous m'avez enseigné que toute aumône faite à un pauvre est une offrande faite à Jésus. Pouvons-nous lui refuser quelque chose ? Et quel serait l'avantage d'être riche si ce n'était pour se créer un trésor au Paradis ? ». Son père en pleura de joie.
Joachim rejoignit les Servites de Marie à l'âge de 14 ans, en tant que frère lai, devenant un élève de Philippe Benizi. Il fut un parfait modèle de vertu et de piété, priant jusqu'à une heure avancée de la nuit alors que tous les autres dormaient, jeûnant en honneur des Sept douleurs de la Vierge. Il était humble de cœur : ses frères le poussaient à poursuivre des études en vue de la prêtrise, mais il ne voulait rien d'autre qu'être un serviteur. Toute sa vie il chercha à se cacher du regard des autres, à vivre dans l'obscurité et la modestie. 
Il était toutefois respecté et connu pour sa sainteté. C'est ainsi qu'ayant été transféré à Arezzo, il y eut tant de plaintes à Sienne à l'idée de le voir partir, qu'on lui ordonna immédiatement de revenir.

## Mort et miracles
La légende raconte que la Vierge Marie lui est apparue depuis son enfance, que c'est elle qui a souhaité lui voir intégrer les Servites.
Elle serait apparue aussi un jour avec deux couronnes dans les mains, une de rubis pour le remercier de sa compassion, l'autre de perles pour le récompenser de sa virginité, qu'il lui avait vouée.
Peu de temps avant sa mort, la Vierge lui apparut une dernière fois. Joachim lui demanda si elle accepterait de le faire mourir à la date où Jésus était mort lui-même. La Vierge lui répondit : « C'est bien, prépare-toi, demain, Vendredi Saint, j'accèderai à tes désirs. Demain, tu seras avec moi au Paradis ».
Et c'est ainsi que pendant l'Office de la Passion, au moment de la lecture du verset de saint Jean (19-30) et, baissant la tête, il rendit l'esprit, Joachim mourut. Aussitôt, l'église fut remplie d'une extraordinaire lumière et d'un parfum suave.

## Culte
Joachim Piccolomini a été béatifié le 21 mars 1609 par le Pape Paul V.
Son corps repose dans la basilique San Clemente in Santa Maria dei Servi à Sienne, face à la châsse du bienheureux François Patrizi.